# 藤原由林
藤原 由林（ふじわら ゆり、5月28日 - ）は、日本の女性声優。兵庫県出身。ケッケコーポレーション所属。

## 人物
趣味は歌を歌う事、モノマネ、インプロ、読書。特技はクラリネット、歌で自在にビブラートを出せる、パペット操演。資格は簿記検定2級、ワープロ検定1級。

## 出演

### テレビアニメ
2010年代
- ひめチェン!おとぎちっくアイドル リルぷりっ（2010年、子供、女子C、店員A、チームメイトC）
- メタルファイト ベイブレード（2010年、子供A）
- Rio RainbowGate!（2011年、女C、女D、客E、主婦）
- 惡の華（2013年、三田）
- 実は私は（2015年、女子生徒、女子アナ、みかんの上の弟）
- フルーツバスケット（2019年、草摩の女性）

2020年代
- 異種族レビュアーズ（2020年、クルーラ嬢）
- エタニティ 〜深夜の濡恋ちゃんねる♡〜（2020年、朝倉紀代美） - 通常版
- 舞妓さんちのまかないさん（2021年 - 2022年、舞妓、来客）
- アオアシ（2022年、保護者）
- ポーション頼みで生き延びます!（2023年、マル）
- 銀河特急 ミルキー☆サブウェイ（2025年、O.T.A.M.）

### 劇場アニメ
- だれかのまなざし（2013年）[3]
- ヴァージン・パンク Clockwork Girl（2025年、園児[6]）

### OVA
- いなり、こんこん、恋いろは。（2014年、レジ係） - コミックス第8巻BD付き限定版

### Webアニメ
- クレヨンしんちゃん外伝 お・お・お・のしんのすけ（2017年、手袋）

### ゲーム
- 聖魔導物語（2013年、まぁメイド？ 他[3]）
- Solomon's Ring 〜水の章〜（2013年、ノア 他[3]）

### ドラマCD
- だってまおうさまは彼が嫌い（2013年、麻子 他[3]）
- いかさまメモリ（2014年、アラジン君、男の子[3]）
- 狂い鳴くのは僕の番（2018年、烏丸弟）

### 吹き替え
- くるみ割り人形（ステックス[3]）
- ビッグ 〜愛は奇跡〜[3]

### ナレーション
- THEス族〜体育会系超おバカ映像100連発〜（スーゾー君、ナレーション 他[3]）
- トップバリュ（店頭用）

### 舞台
- LIVE DOGS
  - 朗読劇「ドッカンぐらぐら」